# Hippodamos z Miletu
Hippodamos (gr. Ιππόδαμος ο Μιλήσιος, ur. ok. 510 p.n.e. w Milecie, zm. po 443 p.n.e.) – urbanista, matematyk i sofista grecki. Rozpowszechnił regularną urbanistykę (zwaną od jego imienia systemem hippodamejskim). Autor traktatu o ukształtowaniu polis. Znany głównie z pism Arystotelesa.

## Życiorys
Był synem Euryfonta. Prawdopodobnie był głównym autorem planu odbudowy rodzinnego Miletu ok. 479 p.n.e. po zniszczeniach dokonanych przez Persów. Wkrótce potem został zaproszony do Aten, gdzie na zlecenie Temistoklesa opracował generalny projekt Pireusu (ok. 475 p.n.e.). W uznaniu zasług Hippodamos dostał od Aten dom w Pireusie przy agorze nazwanej jego imieniem. Później (446 p.n.e.) zaprojektował kolonię Turioj na Sycylii, do której się przeniósł około 443 p.n.e. Przypisuje mu się również plan miasta Rodos (jego autorstwo nie jest jednak pewne).
Twórca teoretycznego ustroju idealnego miasta na 10 tysięcy mieszkańców podzielonych na trzy klasy (wojowników, rzemieślników i rolników), poddanego krytyce przez Arystotelesa w jego rozprawie pt. Polityka.
Przypisywany Hippodamesowi szachownicowy plan miasta najpewniej nie był jego autorstwa, gdyż już w VII w. p.n.e. był stosowany w Jonii. Najprawdopodobniej Hippodames jedynie rozpowszechnił go w Grecji właściwej.
Był przyjacielem Peryklesa i popierał jego idee społeczne.